# Imperiets krigskabinet
Imperiets krigskabinet (Imperial War Cabinet) blev oprettet af Storbritanniens premierminister David Lloyd George foråret 1917 for at koordinere det britiske imperiums militære strategi under 1. verdenskrig. Gruppen mødtes gennem resten af 1917 og 1918 og bestod af David Lloyd George, premierminister sir Robert Borden fra Canada, premierministrene Louis Botha og Jan Smuts fra Sydafrika,  premierminister Billy Hughes fra Australien, premierminister William Massey fra New Zealand, minister for Indien James Meston og andre højere ministre fra Storbritannien.
Winston Churchill genoprettede Imperiets krigskabinet under 2. verdenskrig efter ønske fra Australiens premierminister John Curtin. Canadas premierminister, William Lyon Mackenzie King, var derimod ikke interesseret i at møde, og da Churchill kun var lidet interesseret i at dele magt med landene, fik Imperiets krigskabinet en stærkt reduceret rolle under 2. verdenskrig.